# Libuše Bělunková
Libuše Bělunková (* 31. března 1973 v Novém Jičíně) je česká novinářka, literární kritička a rusistka, bývalá šéfredaktorka kulturního týdeníku A2 a zástupkyně šéfredaktorky internetového časopisu iLiteratura.cz.

## Život
Pochází ze zemědělské rodiny, studovala chemickou technologii na Střední průmyslové škole v Hranicích a pracovala jako operátorka ve výpočetním středisku Okresního stavebního podniku Nový Jičín.
Poté vystudovala Filozofickou fakultu Univerzity Palackého v Olomouci, obor Teorie a dějiny dramatických umění a literatury, specializace literární věda (titul Mgr. dosažen v roce 1996), a rusistiku na Filozofické fakultě Univerzity Karlovy v Praze (Mgr. v roce 2001). V roce 2000 absolvovala odbornou stáž na Ruské státní humanitní univerzitě v Moskvě.
V letech 2001–2005 pracovala jako učitelka literatury a filmové historie na Osmiletém gymnáziu Buďánka v Praze, jako redaktorka ruské sekce časopisu iLiteratura.cz, redaktorka Českého rozhlasu 7 – Radia Praha – zahraniční vysílání v ruštině (2003) a redaktorka Filmových listů (2004). Publikovala knižní recenze a zprávy z ruského literárního dění v deníku Lidové noviny, recenze a překlady v literárním měsíčníku Host a v revui Souvislosti, spolupracovala s Českým rozhlasem 3 – Vltavou.
Jako redaktorka působila od roku 2001 v Literárních novinách, kde publikovala též pod pseudonymy Josef Obruč, Karel Brávek, Marián Kropucha, Jaroslava Hulíková ad. a odkud v roce 2005 odešla společně s deseti dalšími redaktory a spolupracovníky. Téhož roku stála u zrodu kulturního týdeníku A2, jehož byla šéfredaktorkou. Zasedá v porotě cen a soutěží Cena Jiřího Ortena, Magnesia Litera a Essay it!.